# Gloria Rolando
Gloria Victoria Rolando Casamayor, conocida como Gloria Rolando (La Habana, 4 de abril de 1953), es una cineasta y guionista cubana. Ha desarrollado su carrera como directora durante más de 35 años en el Instituto Cubano del Arte e Industria Cinematográfica (ICAIC), además de dirigir el grupo de cine independiente Imágenes del Caribe. Sus películas, como Reshipment (2014), documentan la historia de los pueblos de la diáspora africana.

## Trayectoria
Nacida en La Habana, Cuba, en 1953,y asistió al Conservatorio Amadeo Roldán, donde se especializó en teoría musical, piano, armonía, historia de la música y notación musical. En 1976 se graduó en Historia del Arte en la Universidad de La Habana. Ese mismo año, comenzó a trabajar en el ICAIC como asistente de dirección y guionista de cineastas como Rigoberto López, Rogelio París, Santiago Álvarez, Bernabé Hernández, Luis Felipe Bernaza, Enrique Colina, Pastor Vega o Sergio Giral.
Se graduó en cine en el ICAIC y realizó un postgrado en Literatura del Caribe en la Universidad de La Habana en 1987, presentando como trabajo final "La emigración, un tema recurrente en la literatura caribeña". En 1990, fundó el grupo independiente Imágenes del Caribe, a través del cual ha realizado varias películas. Desde este proyecto, Rolando ha dirigido a realizadores y realizadoras independientes en La Habana sin financiación pública. En su trayectoria como cineasta independiente, ha buscado preservar las memorias de las comunidades negras cubanas.
Su primer documental, Oggun: Una presencia eterna (1991), rindió homenaje a quienes preservaron la religión africana yoruba en Cuba. Recibió, por Oggun, el “Premio de la Popularidad” en el Festival de Video Mujer e Imagen de Ecuador, en 1994. Desde entonces nunca ha dejado de producir.  Ha realizado obras importantes como Cuba, Mis Pasos en Baraguá (1996), una historia de la comunidad antillana del oriente cubano. Eyes of the Rainbow (1997), una película sobre Assata Shakur, una activista del Partido Pantera Negra, que comprende su tiempo en la isla de Cuba durante su exilio.
En 2004 realizó Nosotros y el jazz, un documental sobre la importancia de las manifestaciones de la cultura afroamericana en espacios de gran vitalidad social, creado por seguidores cubanos afrodescendientes del jazz, en 1950.
Después de realizar tantos documentales con un significado espiritual y musical, en 2010 la directora estrenó una trilogía sobre el año 1912, año de la masacre de 5.000 miembros del Partido Independiente de Color, una década después de la fundación de la República de Cuba en 1902, llamada 1912: Rompiendo el silencio (2010). La temática del año 1912 ya había sido abordada por la directora en 2001, con Raíces de mi corazón, en la que una joven investigadora, comprometida con el estudio de los discursos de las mujeres negras a principios del siglo XX, se topa con evidencias de la masacre de 1912 y decide seguir el rastro de los acontecimientos en los archivos.
El documental de Rolando, Diálogo con mi abuela (2017), está basado en una conversación que tuvo en 1993 con su abuela Inocencia Leonarda Armas y Abre y en él se realiza una reflexión sobre la esclavitud.
En 2019 fue invitada a formar parte de la Academia de Artes y Ciencias Cinematográficas de Estados Unidos.

## Reconocimientos
- 1994: Premio de la Popularidad en el Festival de Video Mujer e Imagen de Ecuador por Oggun: Un Presente Eterno
- 2000: Premio “Gitano Tropical”, de la Dirección Provincial de Cultura de Ciudad de La Habana.
- 2000: Diploma “Al Mérito Artístico”, del Ministerio de Cultura y el Ministerio de Educación Superior, Cuba.
- 2009: Medalla UNESCO Federico Fellini para Gloria Rolando como directora[8]
- 2010: Premio Sara Gómez por Viajes del corazón y la memoria (2007), del Consejo Nacional de Casas Culturales (La Habana), en el 30 Festival Internacional del Nuevo Cine Latinoamericano.[8]
- 2012: Premio Walterio Carbonell por la serie 1912, Voces para un silencio
- 2013: Premio Caracol (categoría dirección) de la UNEAC por 1912, Voces para un silencio[7]
- 2016: Premio Caracol (categoría documental) de la UNEAC por Diálogo con mi abuela[7]
- Diálogo con mi abuela nominado a Mejor Cortometraje Documental, Festival de Cine Panafricano, Los Ángeles, 2017

## Filmografía
- 1991: Oggun: Un Presente Eterno
- 1996: Mis pasos en Baraguá
- 1997: Los ojos del arco iris
- 2000: El Escorpión
- 2001: Raíces de mi corazón
- 2003: Los marqueses de Atarés
- 2004: El jazz en nosotros
- 2007: Historias de cubanos y caimaneros. Recuerdos preciados de la isla
- 2010: 1912: Rompiendo el silencio | Rompiendo el Silencio, Capítulo 1/1912, Voces para un Silencio, Capítulo 1
- 2011: 1912: Rompiendo el silencio | Rompiendo el Silencio, Capítulo 2/1912, Voces para un Silencio, Capítulo 2
- 2012: 1912: Rompiendo el silencio | Rompiendo el Silencio, Capítulo 3/1912, Voces para un Silencio, Capítulo 3
- 2014: Reembarque / Reenvío
- 2016: Diálogo con mi abuela